# 夏目漱石賞
夏目漱石賞（なつめそうせきしょう）は、かつて存在した日本の公募新人文学賞。
桜菊書院が主催。1946年、夏目漱石の没後30周年と夏目漱石全集の刊行を記念して募集された。

## 選考委員
- 第1回：石川達三、林房雄、林芙美子、横光利一、武者小路実篤、内田百閒、久米正雄、松岡譲、青野季吉、里見弴
- 第2回：石川達三、林房雄、林芙美子、武者小路実篤、内田百閒、久米正雄、松岡譲、青野季吉、里見弴

## 受賞作

### 第1回（1947年度）
当選
- 渡辺伍郎「ノバルサの果樹園」

佳作
- 西川満「会真記」
- 春日迪彦「フライブルグの宿」
- 野田開作「見晴らし亭の女たち」
- 森川譲「ホロゴン」

候補
- 田村忠博「鹿内金之助氏」
- 勝田豪「人騒がせ」
- 日吉早苗「聖職」
- 井田誠一「越の鳥」
- 真杉静枝「鼓」
- 丸茂正治「われ兵士たりし時」
- 島秋夫「ボルネオ」
- 四宮学「戦後」

### 第2回（1950年度）
当選
- 斎藤芳樹「雨降る孤島」

入選
- 青江禎子「白い花」
- 関沢敦子「食草の記」
- 豊永友一「鳶の舞う里」

候補
- 都々木潮「北越の邪人」
- 平井修「生きてゐるのか?」
- 鬼頭糝天「西行の女」
- 豊田啓之助「後家」
- 木村龍「ダモイ船」
- 長江暉文「金の座」
- 角浩一「火と毒」
- 奥山杣夫「六さんの話」
- 瀧本次郎「鮎と少年」
- 清水栄一郎「聯隊墓標」

## 受賞作の収録書籍
- 『第一回夏目漱石賞当選作品集』（1948年、桜菊書院）全国書誌番号:46029778
  - 渡辺伍郎「ノバルサの果樹園」
  - 西川満「会真記」
  - 春日迪彦「フライブルグの宿」
  - 森川譲「ホロゴン」
- 西川満『会真記』（1976年、人間の星社）
- 森川譲『女兵』（1971年、五月書房）
  - 森川譲「ホロゴン」
- 斎藤芳樹『なぐれむん譚』（1961年、東方社）
  - 斎藤芳樹「雨降る孤島」（『小説と読物』1950年1月号）

## 第二次夏目漱石賞
1968年2月、河出書房が主催しての夏目漱石賞が設けられ、川端康成、野上弥生子、内田百閒、武者小路実篤、志賀直哉を顧問とし、夏目純一、夏目伸六を相談役とし、選考委員に丹羽文雄、伊藤整、江藤淳、平野謙、井上靖、小島信夫、野間宏、武田泰淳、中村光夫、山本健吉の10人が当たるということで、書籍に与えられるものとして発足する予定で発表されたが、ほどなく河出書房が倒産し、それきりになっている。